# فردریک چهارم
فردریک چهارم (به دانمارکی: Frederik IV) (۱۱ اکتبر ۱۶۷۱ – ۱۲ اکتبر ۱۷۳۰) پادشاه دانمارک و نروژ از سال ۱۶۶۹ تا زمان مرگش در ۱۷۳۰ میلادی بود. فردریک پسر کریستیان پنجم پادشاه پیشین دانمارک-نروژ و همسرش شارلوت آمالی از هسن-کسل بود.
فردریک در ۱۱ اکتبر ۱۶۷۱ در قلعه کپنهاگ به عنوان پسر ارشد پادشاه کریستیان پنجم و همسرش شارلوت آمالی متولد شد. پدربزرگش، فردریک سوم، پادشاه دانمارک، ۱۸ ماه قبل از تولد او درگذشته بود؛ در نتیجه، وی در جایگاه پسر ارشد پادشاه فعلی، از بدو تولد ولیعهد بود. فردریک در کودکی و نوجوانی تحصیلات ناقصی را دریافت کرد که تا آخر عمر برایش مشکل‌ساز شد. در ۱۸ سالگی، به عنوان ولیعهد یک کرسی در شورای دولتی به او داده شد. شش سال بعد، به او اجازه داده شد تا همسر آینده خود را از میان تعدادی پرنسس‌های پروتستانی در شمال آلمان انتخاب کند. فردریک با لوئیز از مکلنبورگ-گوسترو که خود از نوادگان فردریک دوم، پادشاه دانمارک بود، آشنا شد و در ۵ دسامبر ۱۶۹۵ در قلعه کپنهاگ، با او ازدواج کرد. با مرگ کریستیان پنجم در ۲۵ اوت ۱۶۹۹، این زوج پادشاه و ملکه دانمارک-نروژ شدند و در ۱۵ آوریل ۱۷۰۰ در کلیسای کوچک کاخ فردریکسبورگ تاج‌گذاری کردند.
از مهم‌ترین اصلاحات داخلی فردریک چهارم، لغو نظام ارباب-رعیتی موسوم به وورنِسکِیب (vornedskab) در سال ۱۷۰۲ بود. آن نوعی نظام رعیت‌داری بود که از اواخر قرون وسطی در مورد کشاورزان شیلند اعمال می‌شد. تلاش‌های فردریک عمدتاً بی‌نتیجه ماند؛ زیرا پس از مرگش، در سال ۱۷۳۳ قانون استاوْنسباند (stavnsbånd) وضع شد که کشاورزان را مجبور به ماندن در زادگاه‌شان و تابع اشراف محلی و ارتش می‌کرد. بیش از دو سوم دورهٔ سلطنت فردریک چهارم، در جریان جنگ بزرگ شمالی گذشت. در این جنگ دانمارک-نروژ به اتحاد روسیه تزاری و لهستان-لیتوانی علیه امپراتوری سوئد پیوست. برای سال‌ها، فردریک خود را در برابر کارل دوازدهم پادشاه جنگاور سوئد، ناتوان یافت و از ترس محاصره و سقوط کپنهاگ، تن به امضای پیمان تراوندال با سوئد داد؛ اما پس از نابودی ارتش سوئد در نبرد پولتاوا، فردریک پیمان متارکه را زیر پا گذاشت و حمله به سوئد را از سر گرفت که موفقیت‌آمیز بود.
پس از پایان جنگ بزرگ شمالی در سال ۱۷۲۱، تجارت و فرهنگ در دانمارک-نروژ شکوفا شد. نخستین تئاتر عمومی در دانمارک برپا شد و نمایشنامه‌نویس بزرگ لودویگ هولبرگ کار خود را آغاز کرد. فردریک کالج ماموریت‌ها را تأسیس کرد که هانس اگدا را در پیشبرد استعمار گرینلند تأمین مالی می‌کرد. فردریک چهارم به دلیل سفر نمادینش به ونیز ایتالیا در زمستان ۱۷۰۸ و ۱۷۰۹ پرآوازه شد. او با حداقل ۸۰ تن همراه، رسماً با عنوان «کنت اولدنبورگ» و به صورت ناشناس، در این شهر اقامت داشت. وی که دو بار از ایتالیا بازدید کرده و تحت تأثیر معماری این کشور قرارگرفته بود، دو کاخ تفریحی به سبک باروک ایتالیایی یعنی کاخ فردریکسبورگ (در جوانی) و کاخ فردنسبورگ را ساخت که بنای یادبود پایان جنگ بزرگ شمالی محسوب می‌شود.
در سال‌های آخر عمر، فردریک دچار ورم (خیز) شد و همچنین در حادثهٔ انفجار در یک کارخانهٔ ریخته‌گری توپ در کپنهاگ صدمه دید. او به زهدباوری متمایل شد و در اواخر عمر از پسر و جانشینش کریستیان خواست تا حامی آخرین همسرش ملکه آنا سوفی باشد. با وجود ضعف فزاینده، او در سال ۱۷۳۰ سفری را آغاز کرد؛ اما بدحال و مجبور به بازگشت شد و یک روز بعد از تولد ۵۹ سالگی‌اش در ادنسه درگذشت. او در کلیسای جامع راسکیله، محل آرامگاه خاندان سلطنتی دانمارک، به خاک سپرده شد. فردریک چهارم مردی مسئولیت‌پذیر و سخت‌کوش تلقی می‌شد و اغلب به عنوان «باهوش‌ترین پادشاه مطلقهٔ دانمارک-نروژ» شناخته می‌شود. او در هنر مستقل ماندن از وزرا و صدراعظم‌هایش استاد بود. با وجود نداشتن علاقه به دانش آکادمیک، فردریک چهارم حامی فرهنگ، به ویژه هنر و معماری بود و «زن‌بارگی» احتمالاً نقطه ضعف اصلی او محسوب می‌شد.